# Romantische fraude
Romantische fraude, ook wel bekend als datingfraude, is het oplichten van een slachtoffer door hem of haar verliefd te laten worden op de oplichter, of door het slachtoffer (valse) hoop te geven op een liefdesrelatie. Daar waar wel sprake is van een liefdesrelatie is deze niet gelijkwaardig en parasitair. De oplichter maakt vervolgens misbruik van de kwetsbaarheid van het slachtoffer door hem of haar aan te zetten tot het overmaken van geld. Een dergelijke handelwijze doet denken aan die van een loverboy, en men kan een loverboy ook wel zien als een romantische oplichter. In Engelstalige landen spreekt men van 'sweetheart swindlers', in Zweden van 'Sol-och-vår' naar de tekst die een bekende Zweedse romantische oplichter in zijn contactadvertenties gebruikte.

## Werkwijze

### Groomingproces
De oplichter zal allereerst op zoek gaan naar een slachtoffer. Dit kan door middel van vrijgezellenactiviteiten of via het uitgaanscircuit. Vervolgens zal hij of zij de meestbelovende contacten verder uitbouwen. Het ideale slachtoffer heeft weinig ervaring met relaties, weinig vrienden, of is door een of andere oorzaak kwetsbaar, en is bovendien financieel goed bemiddeld. Romantische oplichters zijn vaak knap en/of hebben een vlotte babbel. Dit is een vorm van grooming, waarbij men ook precies dezelfde fasen kan onderscheiden.
De verdere werkwijze komt er meestal op neer dat de oplichter het slachtoffer probeert in te palmen door veel aandacht en complimentjes aan hem of haar te geven. Deze werkwijze doet derhalve erg denken aan de loverboy, men kan een loverboy derhalve als een soort datingfraudeur zien. Het slachtoffer zal verlangend uitkijken naar ieder contact met de oplichter. Wanneer het slachtoffer kwetsbaar of eenzaam is zullen de contacten een van de weinige lichtpuntjes in zijn of haar leven zijn, en zal er een zekere emotionele afhankelijkheid bestaan. Ondertussen zal de oplichter zo veel mogelijk informatie proberen te verzamelen over de financiële positie van het slachtoffer en eventuele verdere zwakheden. Een kenmerk van romantische fraudeurs is dan ook dat ze veel aandacht hebben of veinzen voor hun slachtoffer, maar weinig of niets over zichzelf vertellen. Vaak ook "spiegelen" datefraudeurs, dat wil zeggen dat zij hun eigen situatie sterk laten lijken op die van hun slachtoffer, waardoor zij vertrouwen wekken en herkenbaar zijn voor hun slachtoffer. Dit maakt deel uit van het groomingproces waarin de oplichter vertrouwen wint, een behoefte opvult en het slachtoffer probeert te isoleren, bijvoorbeeld van wantrouwende en waarschuwende familieleden. 

### Een parasitaire liefdesrelatie
Er zal een relatie ontstaan, maar uiteindelijk zal de oplichter, wanneer het slachtoffer hem volkomen vertrouwt en volledig afhankelijk van hem of haar is, om geld gaan vragen. De redenen daarvoor kunnen legio zijn, en de oplichter zal het slachtoffer bezweren dat het terug zal worden betaald. Voorbeelden zijn:
- Een kleine lening ter overbrugging van een (zakelijke) tegenvaller of om een boete te betalen.
- Geld voor familie of medicijnen.
- Het slachtoffer overhalen tot het schenken van (dure) cadeaus zoals juwelen en auto's.
- Het openen van een gezamenlijke bankrekening met kredietruimte die de oplichter vervolgens tot het maximum benut en het slachtoffer met de schuld achterlaat, of het misbruiken van bank- of kredietkaarten van het slachtoffer.
- Samen winkelen en iedere keer het slachtoffer laten betalen of 'voorschieten' voor de eigen aankopen. Ook andere kosten zoals gas/water/licht of huur kunnen op deze wijze, soms zelfs voor langere tijd, op het conto van het slachtoffer worden geschoven.
- Verduistering: spullen van het slachtoffer 'lenen' en niet meer terugbrengen.

Het slachtoffer, inmiddels emotioneel afhankelijk van de oplichter, betaalt of doet wat hem of haar gevraagd wordt, waarna de oplichter om meer vraagt. Als het slachtoffer niet meer kan of wil betalen verdwijnt de oplichter, het slachtoffer kaalgeplukt en met een gebroken hart achterlatend. Vaak heeft de oplichter 'relaties' met meerdere personen.

## Nigeriaanse oplichting
Op bovengenoemde truc bestaan vele varianten, waarbij de opkomst van internet nieuwe mogelijkheden voor oplichters heeft geopend. Veel romantische fraudeurs hanteren bijvoorbeeld tegenwoordig dezelfde tactiek als de beoefenaars van Nigeriaanse oplichting, waarbij de oplichter zich voordoet als een schoonheid uit een ver land. Vaak doen de oplichters zich voor als Russische, Nigeriaanse, Filipijnse, Thaise of Oekraïense vrouwen. Omdat deze landen echter verdenking opwekken komt het ook wel voor dat ze zich als burgers van een (ver weg gelegen) eerstewereldland voordoen. Er wordt gebruikgemaakt van foto's die veelal van het internet of uit tijdschriften zijn gevist. Door middel van chatboxen, e-mail of contactadvertenties wordt naar slachtoffers 'gevist', en de meestbelovende reacties worden beantwoord en verder uitgebouwd. Oplichters zullen vaak vrij snel overgaan op romantisch of erotisch taalgebruik, en ook erotisch getinte foto's aan het slachtoffer toesturen. Uiteindelijk zal om geld gevraagd worden. Men kan denken aan:
- Kosten voor een vliegticket.
- Kosten voor het afmaken van een opleiding.
- Telefoon- en internetkosten om met het slachtoffer te kunnen (blijven) corresponderen.
- Een familielid heeft dringend dure medische behandeling nodig.
- Het huis is vernield door (burger)oorlog of een natuurramp en moet worden herbouwd.
- Legeskosten voor visa of voor toestemming het land te verlaten.
- Het goedmaken van een zakelijke tegenvaller.
- De oplichter beweert afgeperst te worden door criminelen.
- De oplichter beweert vast te zitten in een ver land en heeft geld nodig om terug te keren.
- De oplichter is uitgezonden naar een ver land en wordt daar door klanten of de werkgever betaald met cheques die hij niet daar kan innen. Het slachtoffer wordt de cheques toegestuurd met het verzoek ze te innen en het bedrag naar een andere (buitenlandse) rekening over te maken. Nadat dit enige weken tot maanden is doorgegaan verdwijnt de oplichter en wordt het slachtoffer geconfronteerd met een schuld of zelfs strafvervolging wegens het innen van valse cheques.
- Ook hier is het mogelijk dat het slachtoffer via de eerder genoemde cheques of door misbruik van de bankrekening als katvanger wordt misbruikt door de oplichter.

Betaalt het slachtoffer, dan wordt om meer geld gevraagd. De oplichter bedankt het slachtoffer bijvoorbeeld voor de $ 1.000 voor het vliegticket, waarmee hij of zij van de woonplaats in Rusland naar Moskou heeft kunnen reizen. Echter, om nu echt het land te kunnen verlaten eisen de autoriteiten een borg van $ 2.000. Wanneer dit betaald is vragen de oplichters bijvoorbeeld om nog eens $ 2.000 'omdat ik noodgedwongen een tijd in een hotel moest blijven en hierdoor geld tekortkom voor mijn ticket voor de internationale vlucht'. En zo gaat het door. Weigert het slachtoffer, dan haakt de oplichter af of probeert hij het nogmaals door minder geld te vragen. Hij of zij beweert bijvoorbeeld een luchtvaartmaatschappij te hebben gevonden die $ 500 in plaats van $ 1.000 rekent. Betaalt het slachtoffer, dan gaat de oplichter door als hierboven, net zo lang tot het slachtoffer definitief afhaakt.
Een veelvoorkomende variant is die waarbij de oplichter zich voordoet als iemand uit een eerstewereldland met een belangrijke en goedbetalende functie, bijvoorbeeld bedrijfsleider van een kantoor van een multinational in Vietnam, medewerker voor een ontwikkelingshulporganisatie in Sri Lanka, ingenieur op een boorplatform in de Zuid-Chinese Zee. Dan gebeurt er iets vreselijks, bijvoorbeeld een ramp waarbij de persoon in het ziekenhuis terechtkomt. Door de ramp kan hij niet bij zijn geld, maar als hij de rekening niet betaalt mag hij het land niet verlaten. Of het slachtoffer dit niet even kan voorschieten? Immers, iemand die zo goed betaald wordt kan dat makkelijk terugbetalen. Uiteraard zal dat nooit gebeuren.
Deze truc is evenals Nigeriaanse oplichting ouder dan men zou denken. Voor de opkomst van het internet werd gebruikgemaakt van contactadvertenties in kranten en tijdschriften. Tegenwoordig maakt men online profielen aan op datingsites of maakt men gebruik van spam. Foto´s worden van het internet gehaald, en er kunnen ook kant-en-klare databases gekocht worden.
Soms vindt deze vorm van oplichting zeer professioneel plaats, met boiler-room-achtige ruimtes vol computers waar mannen en vrouwen in dienst van professionele bendes via internet en webcam contact leggen met alleenstaanden en hen proberen over te halen geld over te maken.

## Goudzoekers
Een variant is de 'goudzoeker' (´gold digger´). Hierbij is de oplichter, vaak een vrouw (maar ook regelmatig een man) in een derdewereldland, inderdaad bewust op zoek naar een (rijke) partner in een eerstewereldland. Het verschil met Nigeriaanse oplichting is dat het verhaal van de oplichter klopt: hij of zij is wie hij of zij beweert te zijn, en bovendien is men ook op zoek naar een relatie. De oplichter is echter niet op zoek naar liefde in deze relatie, maar wil er zelf beter van worden.
Deze categorie oplichters willen, in tegenstelling tot advance fee scammers, slachtoffers wel degelijk ontmoeten. Een relatie zal ontstaan, leidend tot een huwelijk. Wanneer het koppel eenmaal getrouwd is, zal de oplichter zich echter laten scheiden met uiteraard toekenning van een deel van het vermogen van de partner, of een vorstelijke alimentatie. Bovendien kan via deze route wellicht een verblijfsvergunning bemachtigd worden. Een dergelijke oplichter zal er bovendien niet voor terugdeinzen een gefingeerde aanklacht wegens mishandeling in te dienen, aangezien hiermee de kans op een verblijfsvergunning of hogere vermogenstoekenningen toeneemt. Ook baby trapping (opzettelijk zonder instemming van de partner zwanger raken, vaak door voorbehoedsmiddelen te saboteren of erover te liegen) is denkbaar.
In Egypte en Tunesië staat dit fenomeen bekend als bezness (Arabische verbastering van het Engelse woord business, zaken). Het gaat hier om knappe lokale jongemannen die (vaak oudere) vrouwelijke toeristen proberen te versieren om zo financiële steun of eventueel een verblijfsvergunning in een Europees land te kunnen krijgen. Sommige mannen hebben 'relaties' met meerdere vrouwen tegelijk. De grens met mannelijke prostitutie is vaag, met name wanneer de vrouw weet dat er geen sprake is van werkelijke liefde.  In andere landen komt ook de omgekeerde variant voor, waarbij vrouwen mannen proberen te versieren en om hier financieel misbruik van te maken. Voor zover er een liefdesrelatie is, is deze niet gelijkwaardig en parasitair. Deze relaties kunnen maanden tot jaren duren, maar eindigen wanneer de oplicht(st)er heeft wat hij of zij wil.
Soms is een erfenis het doelwit: sommige 'goudzoekers' kiezen ook opzettelijk een rijke en oude echtgenoot uit in de hoop dat deze na een paar jaar overlijdt en de oplichter (een deel van) het vermogen erft. Dit heeft vaak weer conflicten met familieleden van de echtgenoot tot gevolg. 

## Overige misdrijven

### Inleiding
Bij de meeste vormen van datingfraude komt het uiteindelijk erop neer dat men zorgt dat iemand verliefd op de oplichter (of diens op afstand gefingeerde alter ego) wordt waarna deze het slachtoffer met allerlei smoezen geld zal proberen af te troggelen. In veel gevallen komt het derhalve neer op onder valse voorwendselen om geld bedelen. Soms is de ontknoping van de truc echter een ander (en soms ernstiger) misdrijf, en soms worden ook criminele activiteiten uitgevoerd die dienstbaar zijn aan de fraude.

### Beroving
Sommige oplichters sturen op een (seks)date aan om het slachtoffer naar een plek te lokken waar ze hem kunnen overvallen en beroven. 

### Chantage
Soms wordt gebruikgemaakt van chantage. Met name getrouwde slachtoffers die veel te verliezen hebben zijn uiteraard chantabel. Men kan verder denken aan 'op het kussen' verklapte (zaken)geheimen, opgenomen cyberseks, erotische foto's of filmpjes van het slachtoffer, bepaalde voorkeuren (pedofilie, wurgseks, SM, etc.) of niet uit de kast gekomen homoseksuele slachtoffers dreigen hun homoseksuele dubbelleven aan de grote klok te hangen.
Een veelvoorkomende truc op het internet is het slachtoffer uit te nodigen tot een masturbatiesessie via de webcam. Deze wordt opgenomen, waarna de oplichter dreigt dit filmpje openlijk te posten en het slachtoffer derhalve aan de schandpaal te nagelen, als deze niet direct een bepaald bedrag betaalt. Deze praktijk staat ook wel bekend als sextortion. 
De oplichter verzamelt of koopt (zie hieronder) hiertoe een grote verzameling foto´s en filmpjes, zodat hij zich voor kan doen als verleidelijke dame. Een deel van deze filmpjes is erotisch zodat de illusie kan worden gewekt dat er sprake is van wederzijdse webcamseks.

### Oplichtingspakketten
Er zijn illegaal oplichtingspakketten in de handel voor datingfraude via internet. Deze pakketten bevatten een handleiding of script over de aanpak van chatgesprekken en een hele reeks foto's en filmpjes voor iedere mogelijke situatie (erotisch, nette kleding, in verschillende omgevingen, avondkleding, hand opgestoken, V-teken, duim omhoog of ander gebaar etc.). Vaak zijn deze pakketten gemaakt met behulp van modellen gemaakt die zelf geen idee hebben waaraan ze meewerken. Hiermee kunnen oplichters hun slachtoffers systematisch via internet oplichten. De modellen lopen risico omdat hun foto´s voor illegale doeleinden worden misbruikt; ze kunnen reputatieschade oplopen of te maken krijgen met de politie of boze slachtoffers. Ook op allerlei manieren geoogste contact- en persoonsgegevens van potentiële slachtoffers kunnen worden verzwameld en verhandeld.

### Fraude met datingsites
Sommige datingsites zijn frauduleus en beogen slechts degenen die inschrijven zo lang mogelijk betalend lid te maken door ze te lokken met nepprofielen. Vanuit deze profielen worden berichtjes gestuurd en wie wil antwoorden, moet per bericht betalen. Uitzendkrachten onderhouden vaak deze contacten. Hierbij wordt gebruikgemaakt van de freelance diensten van ´affiliates´ (IT'ers die met behulp van speciale software zoveel mogelijk linkjes naar de site plaatsen). Tot een date komt het nooit en de site timmert juridische consequenties dicht via de algemene voorwaarden die vermelden dat de gebruiker aan een rollenspel deelneemt waarbij een daadwerkelijke ontmoeting niet gegarandeerd is (en die zal er uiteraard ook nooit komen). Niet alleen worden hier valse verwachtingen gewekt bij mensen die zich op de site inschrijven, ook wekt de vaak uitgesproken seksuele reclame vaak irritatie op bij overige gebruikers.
Datingfraude kan tegenwoordig (anoniem) gedetecteerd worden door AI. Met Ai kan men direct een risico-profiel ontvangen bij twijfel over datingfraude, zonder dat de dating conversatie door iemand anders gelezen hoeft te worden. Men hoeft alleen de dating conversatie op te sturen.  

### Identiteitsfraude
Veel datingfraudeurs doen zich voor als een ander middels identiteitsfraude. Er worden hiervoor foto´s van willekeurige mensen van internet gehaald, die soms worden gefotoshopt tot pornografische afbeeldingen. Ook worden frauduleuze datingsites met behulp van dit soort foto´s bevolkt met nepprofielen, of maakt de datingfraudeur misbruik van bonafide datingsites om met deze foto´s een nepprofiel op te zetten. De personen wiens foto door fraudeurs is misbruikt kunnen hierdoor ook negatieve gevolgen ondervinden, bijvoorbeeld als een gefotoshopte pornografische afbeelding door bekenden wordt herkend, wanneer ze al dan niet online lastig worden gevallen, of wanneer de gedupeerde of de politie verhaal komt halen. 

### Hand-en-spandiensten
Sommige datingfraudeurs zetten hun slachtoffer in voor (al dan niet criminele) hand-en-spandiensten, feitelijk kan men dan ook spreken van een loverboy. De gevolgen zijn hier voor het slachtoffer doorgaans veel ingrijpender dan alleen maar het kwijtraken van geld.
- Het slachtoffer wordt geprest in de prostitutie te werken en uitgebuit, met alle negatieve consequenties van dien.
- Het slachtoffer wordt aangezet zich te laten gebruiken als drugskoerier. Het slachtoffer kan hier ook geconfronteerd  worden met (strafrechtelijke) maatregelen wegens de drugssmokkel.
- Het slachtoffer wordt aangezet tot het plegen van winkeldiefstallen of andere kleinere vormen van criminaliteit ten bate van de loverboy. Het slachtoffer kan hier ook geconfronteerd  worden met (strafrechtelijke) maatregelen wegens de diefstallen.
- Het inzetten van het slachtoffer als katvanger. Men kan hier denken aan het overboeken van geld van een rekening in het buitenland (bijvoorbeeld Luxemburg) naar die van het slachtoffer (Nederland), dat het geld weer moet doorsluizen naar een ander buitenland (bijvoorbeeld de Kaaimaneilanden). Het slachtoffer kan hier ook geconfronteerd  worden met (strafrechtelijke) maatregelen wegens medeplichtigheid aan fraude of witwassen.

### Webcamseks
Romantische oplichters gebruiken soms webcamseks om het slachtoffer over te halen geld over te maken, of om chantagemateriaal te verzamelen. Soms geschiedt de webcamseks door een minderjarige die dit ofwel op eigen initiatief doet of hiertoe door oudere familieleden wordt aangezet. Men spreekt dan van webcamkindersekstoerisme. Hoewel vaak wordt gemeend dat dit minder erg is dan fysiek kindermisbruik is dit toch traumatisch voor kinderen, en is de kans groot dat ze op deze manier in de drugsverslaving of seksindustrie terechtkomen.

### Pig butchering
Bij zogenaamde "pig butchering" scams doet de fraudeur zich voor als zeer welgesteld en succesvol persoon. Na enige tijd noemt de dader een investering (of software voor arbitrage, (mining van) crypto etc.) waaraan hij of zij het succes te danken heeft. Het slachtoffer, dat al kampt met een gevoel te min te zijn voor de ander of volledig vertrouwend op de ander, zal dan in de verleiding komen aan de investering deel te nemen of de software te kopen in de hoop ook rijk te worden. De eerste investering is altijd zeer succesvol, waarop het slachtoffer zijn investering verhoogt. Uiteindelijk gaat de oplichter ervandoor met het geld.

### Moord
Een 'zwarte weduwe' of 'zwarte weduwnaar' gaat het verst en zal zijn of haar echtgenoot proberen om te brengen zodat ze door zowel huwelijksgoederenrecht als erfrecht zijn gedeeltelijke of gehele vermogen krijgt. Hoewel dit niet vaak voorkomt zijn er wel voorbeelden van bekend, zoals het arrest HR 7 december 1990 ('De onwaardige deelgenoot') dat handelde over een verpleger die met een veel oudere rijkere patiënte trouwde en haar vervolgens ombracht.

## Bekende gevallen
Gustaf RaskenstamIn de jaren 40 van de twintigste eeuw lichtte de Zweed Gustaf Raskenstam zoveel vrouwen via contactadvertenties op dat de tekst van zijn advertenties (Sol-och-vår, 'zon en lente') in het Zweeds synoniem is voor romantische oplichterij.
Angola (gevangenis)In de jaren 80 van de twintigste eeuw hanteerden een aantal gedetineerden in de Angola-gevangenis een oplichterspraktijk gebaseerd op nepadvertenties in homobladen. Wanneer de slachtoffers niet meewerkten, hadden ze in het geval ze niet uit de kast gekomen waren een extra chantagetroef achter de hand.
Simon Leviev oftewel The Tinder SwindlerGeboren onder de naam Shimon Yehuda Hayut wijzigde hij deze naar Simon Leviev, zodat hij zich kon voordoen als een telg van de Israëlische diamantenfamilie Leviev. Zijn handelswijze was een combinatie van datingfraude en Ponzifraude. Hij misbruikte voornamelijk romantische relaties met vrouwen (maar ook vriendschappen met zowel mannen als vrouwen) om hen geld af te troggelen, dat hij gebruikte om een luxeleven te leiden waarmee nieuwe slachtoffers werden ingepalmd. Het feit dat hij de datingapp Tinder misbruikte voor zijn praktijken gaf hem de bijnaam Tinder Swindler, en onder deze naam is op Netflix ook een documentaire over hem gemaakt.